# Decen
Decen je alken s deseti atomy uhlíku a jednou dvojnou vazbou v molekule; existuje v mnoha izomerech, avšak praktický význam má pouze dec-1-en, který se používá jako monomer při výrobě kopolymerů a je také meziproduktem při výrobě epoxidů, aminů, oxoalkoholů, syntetických maziv a mastných kyselin a alkylovaných aromatických sloučenin.
Průmyslově se dodec-1-en vyrábí oligomerizací ethenu Zieglerovým procesem nebo krakováním ropných produktů.
Dec-1-en byl nalezen v listech a oddencích rostliny Farfugium japonicum a identifikován jako úvodní produkt bakteriálního rozkladu n-dekanu.